# Nikołaj Smirnow (dyplomata)
Nikołaj Iwanowicz Smirnow (ros. Никола́й Ива́нович Смирно́в, ur. 21 maja 1918 w Moskwie, zm. 21 listopada 1989 tamże) – radziecki dyplomata, orientalista.

## Życiorys
1935–1937 studiował w Moskiewskim Instytucie Dziennikarstwa, a 1937–1940 w Instytucie Orientalistyki, 1941–1946 był żołnierzem Armii Czerwonej. Członek WKP(b), 1947–1950 aspirant Instytutu Orientalistyki, potem kandydat nauk historycznych, 1950–1952 wykładowca tego instytutu, 1953-1965 radca Ministerstwa Spraw Zagranicznych ZSRR. Od lutego 1966 do stycznia 1969 poseł–radca Ambasady ZSRR w Indiach, od 28 stycznia 1969 do 28 maja 1971 ambasador nadzwyczajny i pełnomocny ZSRR w Birmie, 1973–1978 sekretarz odpowiedzialny Komisji ZSRR ds. UNESCO, 1973–1977 członek Rady Naukowej Instytutu Orientalistyki. Odznaczony m.in. dwoma Orderami Czerwonego Sztandaru Pracy.